# Малая Сухая (река, впадает в Чивыркуйский залив)
Ма́лая Суха́я — река в России, в Баргузинском районе Бурятии. Впадает в озеро Байкал на высоте 456 м над уровнем моря.

## География
Длина реки — 12 км. Берёт начало на высоте около 1500 м на западном склоне Баргузинского хребта. Течёт на запад через берёзовые и осиновые леса. Впадает в северо-восточную часть Чивыркуйского залива.

## Данные водного реестра
По данным государственного водного реестра России и геоинформационной системы водохозяйственного районирования территории РФ, подготовленной Федеральным агентством водных ресурсов:
- Бассейновый округ — Ангаро-Байкальский
- Речной бассейн — бассейны малых и средних притоков средней и северной части озера Байкал
- Речной подбассейн — отсутствует
- Водохозяйственный участок — бассейны рек средней и северной части озера Байкал от восточной границы бассейна реки Ангары до северо-западной границы бассейна реки Баргузин